# Kalophrynus
Kalophrynus és un gènere de granotes de la família Microhylidae.

## Taxonomia
- Kalophrynus baluensis
- Kalophrynus bunguranus
- Kalophrynus eok
- Kalophrynus heterochirus
- Kalophrynus interlineatus
- Kalophrynus intermedius
- Kalophrynus menglienicus
- Kalophrynus minusculus
- Kalophrynus nubicola
- Kalophrynus orangensis
- Kalophrynus palmatissimus
- Kalophrynus pleurostigma
- Kalophrynus punctatus
- Kalophrynus robinsoni
- Kalophrynus subterrestris